# Kościół Narodzenia Maryi Panny w Budzieszowicach
Kościół pod wezwaniem Narodzenia Maryi Panny w Budzieszowicach. - kościół filialny należący do parafii pod wezwaniem Podwyższenia Krzyża Świętego w Wierzbiu. Poprzednio, od momentu powstania aż do roku 1985, kościół był świątynią filialną należącą do parafii pod wezwaniem św. Marcina Biskupa w Jasienicy Dolnej.

## Historia
Kościół w Budzieszowicach po raz pierwszy wzmiankowany jest w 1850 roku. W roku 1896 wybudowano sień, zaś rok później drewnianą wieżę. W 1913 (lub w 1923) roku wzniesiono, oddzielnie dobudowaną absydę z prezbiterium.  W czasie drugiej wojny światowej, w 1945 roku,  od pocisku armatniego zniszczeniu uległa frontowa fasada świątyni wraz z przedsionkiem. Zupełnemu zniszczeniu uległa także wieża. W pierwszych latach powojennych kościół odbudowano, ale bez wieży, bez której świątynia pozostaje do dziś.

## Wnętrze i wyposażenie
Z obecnego wyposażenia świątyni, jako godne uwagi wymienić należy: drewniany ołtarz z XIX wieku z drewnianą figurą Matki Boskiej z   Dzieciątkiem na ręku, po obu stronach gipsowe postaci św. Piotra i   Pawła; drewniany ołtarz boczny z obrazem świętego Antoniego na płótnie; drewnianą figurę Jana Nepomucena, z przełomu XVIII i XIX wieku; kamienną chrzcielnicę z 1929 roku, zwieńczoną drewnianą figurą Jezusa Zmartwychwstałego; XIX-wieczne obrazy drogi krzyżowej, we  współczesnych ramach; sześć dużych lichtarzy cynowych  z 1779 roku; monstrancję fundacji Augustyny Jahnel z pierwszej połowy XX wieku oraz dwa drewniane  krzyże procesyjne, prawdopodobnie z XIX wieku.